# Knjižnica Antona Tomaža Linharta Radovljica
Knjižnica Antona Tomaža Linharta Radovljica je osrednja splošna knjižnica s sedežem na Vurnikovem trg 1 (Radovljica).
Poimenovana je bila po Antonu Tomažu Linhartu. Ima dislocirane enote: Knjižnica Begunje, Knjižnica Blaža Kumerdeja Bled, Knjižnica Bohinjska Bela, Knjižnica Bohinjska Bistrica, Knjižnica Brezje, Knjižnica Gorje, Knjižnica Kropa, Knjižnica Lesce, Knjižnica Srednja vas, Knjižnica Stara Fužina in Knjižnica Zasip.